# つくば市立吾妻中学校

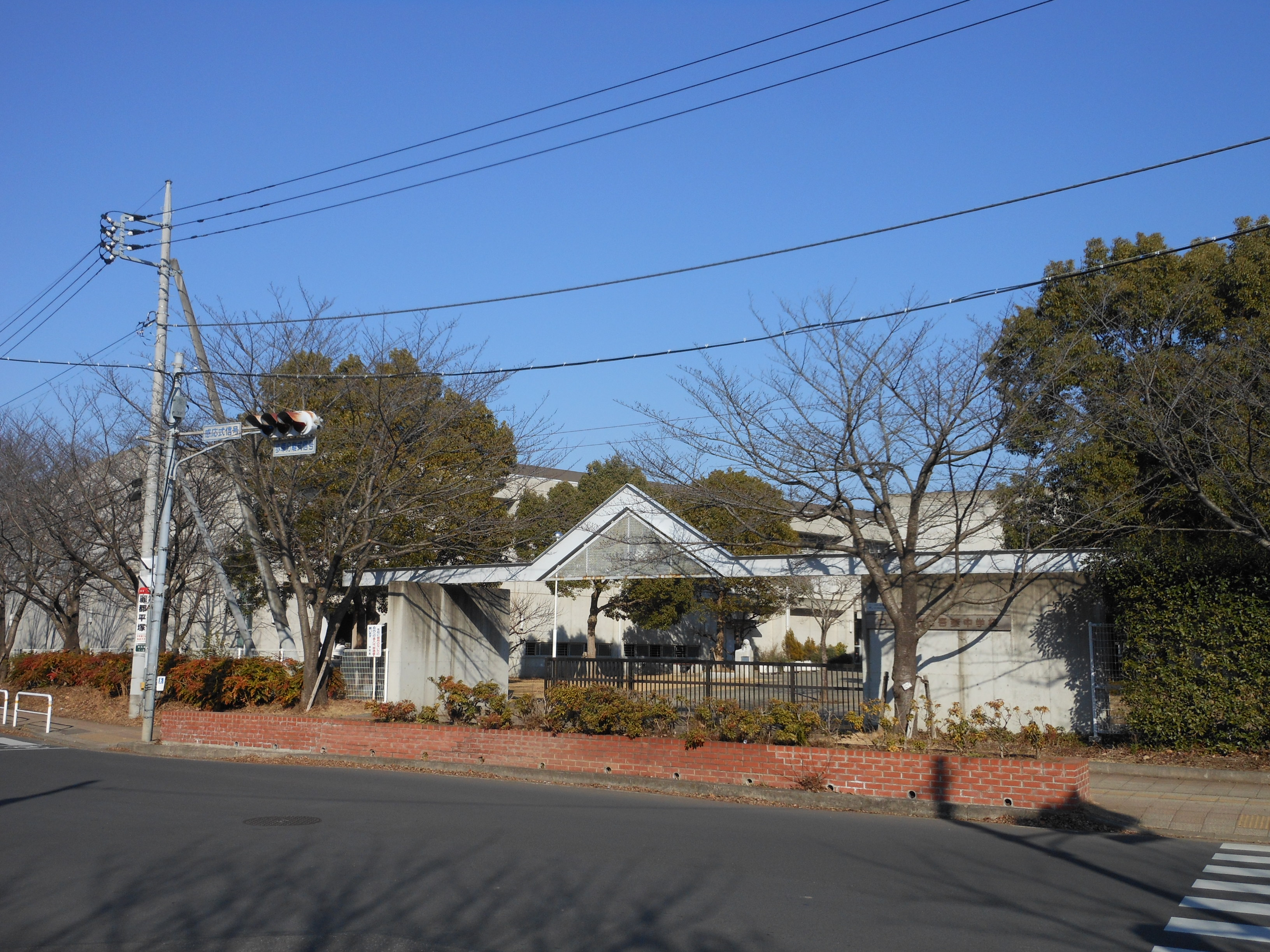
校門

つくば市立吾妻中学校（つくばしりつ あづまちゅうがっこう）は、茨城県つくば市にある公立中学校。
同じ市内の吾妻小学校と小中一貫教育の一つとして「吾妻学園」を構成している。
校内には広いグラウンドやテニスコート三面、校舎内には図書スペースや放送室などがある。吾妻中学校はドラマ『生徒諸君！』や『チャレンジド』のロケ地の一つとなった。
非常に優秀な生徒が多く、生徒の大半が茨城県立土浦第一高等学校や茨城県立竹園高等学校に進学する。また、茨城高専、開成、筑駒、筑附、慶応などに進学する生徒も少なくない。基本的に生徒が主体となり、協力して活動している。校則は規定されていない。
体育祭、紫苑祭(文化祭)が2大行事として存在している。体育祭は気力（ちから）団、実践団、愛情団の3つに分かれ、学年関係なく一致団結して競う。紫苑祭はノバホールで行う合唱の部、体育館で行う発表の部がある。

## 校歌
- 校歌『青き理性に』
- 小澤俊夫作詞／小澤俊夫作曲

## 部活動
運動部8部、文化部3部の計11部活動が活動中。県南大会での出場はあるが、それほど目立った活躍は出来なかった。そして、部活ごとに部活動対抗リレーを行っており、文化部や女子部員、剣道部はパフォーマンス部門（部活動PRをしながら軽く走る）、その他運動部はアスリート部門（本気の競争を行う）に参加している。

### 運動部
- サッカー部：県南大会出場経験あり
- 野球部：県南大会出場経験あり
- 男子ソフトテニス部：県南大会出場経験あり
- 女子ソフトテニス部：県南大会出場経験あり
- 男子バスケットボール部：県南大会出場経験あり
- 女子バスケットボール部：県大会出場経験あり ※2013年に休部状態から活動再開
- 女子バレーボール部：県大会出場経験あり
- 剣道部：県南大会出場経験あり
- 陸上競技部：2014年度、2016年度、2022年度、2023年度関東大会出場者あり2023年度全国大会出場者あり
- 水泳：正式な部活動ではないが有志が参加して水泳大会にも出場している。2014年度関東大会出場者あり

### 文化部
- 吹奏楽部：県大会出場経験あり、賞受賞
- 美術部：個人入賞、表彰多数
- パソコン科学部：過去に統計グラフコンクール等応募あり
- 英語：正式な部活動ではないが、インタラクティブフォーラムと呼ばれる英語のスピーチ、ディベート大会にも出場しており2014年度は県教育委員会委員長表受賞。2013年度も受賞あり。

## 校区
つくば市立吾妻小学校の校区である吾妻1 - 3丁目、春日1丁目と春日2 - 4丁目の一部、天久保、天王台の全域の他につくば市立要小学校区の一部、葛城小学校区の一部が校区として指定されている。つくば市立春日小中一貫校の開校前は要、葛城両小学校の多くの地域が校区となっていたが、現在は異なっている。また、春日小中一貫校の校区内からの越境も少なくないが、あくまでも小学校の時に吾妻小学校に通っていた人への例外的措置。吾妻小中学校区での官舎閉鎖に伴い、春日小中一貫校が開校する前に現春日小中学校区に引っ越してそこから吾妻小学校に通っていた人などが活用している。また、わずかだが竹園東西小学校及び竹園東中学校区からの越境もある。

## 交通アクセス
- 首都圏新都市鉄道つくばエクスプレス つくば駅より徒歩5分。

## 著名な卒業生
- 上田敦史（フリーアナウンサー）
- 野上廉太郎（柔道選手、中学2年まで在籍）